# Abric del Mas d'en Ramon d'en Bessó
L'abric del Mas d'en Ramon d'en Bessó és un abric del municipi de Montblanc (Conca de Barberà) amb representacions de pintura rupestre protegides com a Patrimoni de la Humanitat en el conjunt de l'Art rupestre de l'arc mediterrani de la península Ibèrica. Està situat en el marge esquerre del barranc del Llort, al costat de les runes del Mas d'en Ramon d'en Bessó, al nord-oest del proper abric del Mas d'en Llort.

## Abric
És una balma orientada cap al sud-est, d'uns 11 metres de longitud. La zona de màxima profunditat és d'1,75 m i és també el punt de màxima altura, de 2,20 metres. L'extensió del sector de paret amb pintures és de 3,60 metres.
El jaciment fou descobert el 1950 pel fill del guarda forestal del refugi del Mas d'en Llort. El mateix any Salvador Vilaseca portà a terme el primer treball de camp, publicant després l'únic treball monogràfic.

## Pintures rupestres
En total es troben representats 15 elements.
La figura 1 és un recipient de fons cilíndric i de parets lleugerament exvasades. La conservació és bona.
La figura 2 és una representació humana d'un arquer amb un arc dirigit cap a la dreta. Presenta el cap ovalat i el cos rectilini, amb una suau insinuació del tronc. La posició dels braços, un estès i l'altre doblegat tensant l'arc, i de les cames, una tensa i l'altra avançada i inclinada enrere, indiquen l'acció de disparar. La forma del cap podria indicar un pentinat, encara que les seves petites dimensions impedeixen assegurar-ho. La seva conservació és dolenta, ja que el pigment està molt esvaït i les cames estan mig perdudes.
La figura 3 és una representació humana d'un arquer. El cap està molt fragmentat i el cos és recte. Un dels braços, també recte, subjecta un arc molt incomplet i diverses sagetes, en dues de les quals s'aprecien uns traços que podrien representar el contrapès o, menys probablement, les puntes. De l'altre braç, només en queda una petita resta. Les cames són rectes i paral·leles. Uns petits fragments de pigment assenyalen el que devien ser els peus. En la part davantera del cos, a l'altura de la pelvis, es distingeixen restes de pigment que Salvador Vilaseca interpretà com el sexe. En l'actualitat és pràcticament imperceptible. Al voltant d'aquesta figura apareixen abundants restes de pigments i petits traços. La seva conservació és regular i presenta petits descrostaments per tot el cos.
La figura 4 són restes de pigment que no configuren cap forma recognoscible. Possiblement, es tracta d'una figura lligada al motiu anterior.
La figura 5 és una representació humana d'un arquer. La figura és incompleta, dirigida cap a la zona inferior. Es distingeix part del cap i del cos. Les cames pràcticament han desaparegut. Els braços, estirats, subjecten un possible arc incomplet i una sageta. Per sobre de la figura apareixen dos traços de gruix desigual que podrien correspondre a una bossa i un feix de sagetes. La seva conservació és dolenta a causa del fet que s'ha perdut gran part del pigment de la figura.
La figura 6 és un bòvid. Representa la meitat superior d'un bòvid orientat a l'esquerra. El cap està coronat per dues banyes curtes, massisses i semicirculars. Darrere la banya dreta s'observa una orella. La mandíbula té un disseny acurat. El coll és llarg i la creu està molt marcada per l'actitud general del cos. Les extremitats tenen ungles dibuixades, l'una de perfil i l'altra de front. En la més avançada s'observa un traç que sembla poder interpretar-se com una sageta. En l'abdomen n'hi ha dos més, un dels quals es bifurca. Quan a la tècnica, A. Alonso assenyala que es tracta de siluetejat amb reompliment interior desigual que en algunes zones sembla a traços. La seva conservació és regular, ja que es conserva la part anterior del bòvid amb algunes zones incompletes. Part de la cara s'ha perdut. El reompliment de la cara s'ha perdut.
La figura 7 és un quadrúpede incomplet. Presenta un cap de musell pronunciat i coronat per una banya incompleta. S'aprecia part del cos i una de les extremitats davanteres. Al voltant d'aquesta figura apareixen restes de pigment. La figura podria ser interpretada com un bòvid, sense, però cap seguretat. La seva conservació és dolenta.
La figura 8 és una representació humana d'un arquer, amb la meitat superior. El cap és de forma ovalada i el cos d'estructura rectangular orientat a l'esquerra. Un dels braços subjecta endavant un arc, metre que l'altre es dirigeix cap a baix. A l'esquerra de l'arc es distingeixen traços i restes de pigment que podrien estar relacionats amb la figura. La seva conservació és dolenta.
La figura 9 és una representació humana amb restes del tronc i del braç.
Les figures 10, 11, 12 i 13 són restes de pigment de formes ovalades i rectes lleugerament inclinades a la dreta.
La figura 14 són restes de pigment de forma indeterminada, a la dreta dels quals es distingeixen quatre traços paral·lels i lleugerament inclinats. Uns centímetres més avall apareixen dos traços verticals i més restes de pigment. Salvador Vilaseca associava aquesta figura a una possible au (gall silvestre). El seu estat actual no permet la formulació d'hipòtesis. Segons R. Viñas, es tracta d'una figura humana. A 47 cm a l'esquerra hi ha una petita resta de pigment.
La figura 15 són quatre petits elements cruciformes i part d'un cinquè. Estan formats per dues línies de vores arrodonides que es creuen per la meitat. Elements similars als d'aquesta figura han estat identificats en algunes estacions rupestres com a possibles aus o insectes. R. Viñas, assenyala que podrien correspondre a l'esquematització d'una figura humana.